# Gösta Liljedahl
Per Gustav (Gösta) Liljedahl, född 27 juli 1908 i Motala, död 16 april 1993, var en svensk målare.
Han var son till grosshandlaren Per Thure Liljedahl och Siri Jungström samt från 1940 gift med Aina Fagerström.
Liljedahl studerade vid Otte Skölds målarskola i Stockholm 1934 och vid Bonnéns målarskola i Köpenhamn 1935. Han deltog i Östgöta konstförenings utställningar; separat debuterade han med en utställning på Galerie Moderne i Stockholm 1946.
Hans konst består av landskap från Ölands alvar, stilleben, interiörer, figursaker samt naket.
Liljedahl är representerad vid Gävle museum, Länsmuseet Gävleborg, Borås konstmuseum och Västerås konstmuseum. Han är gravsatt i minneslunden på Solna kyrkogård.